# ГАЕС Huìzhōu
ГАЕС Huìzhōu (惠州抽水蓄能电站) — гідроакумулювальна електростанція на сході Китаю у провінції Гуандун. Резервуари станції створені на правих притоках річки Дунцзян, однієї із трьох складових Чжуцзян, яка впадає до Південнокитайського моря між Гуанчжоу та Гонконгом.
Верхній резервуар станції створили на Xiǎojīnhé за допомогою греблі з ущільненого котком бетону висотою 56 метрів та довжиною 156 метрів. Разом із чотирма допоміжними спорудами — однією бетонною гравітаційною висотою 14 метрів та довжиною 133 метри і трьома кам'яно-накидними — вона утримує водосховище з об'ємом 30,3 млн м3 (корисний об'єм 27,1 млн м3) та припустимим коливанням рівня поверхні в операційному режимі між позначками 740 та 762 метри НРМ (під час повені об'єм може зростати до 34,3 млн м3).
Нижній резервуар створили на Xīlìhé за допомогою греблі з ущільненого котком бетону висотою 61 метр та довжиною 420 метрів. Вона утримує водосховище з об'ємом 30,9 млн м3 (корисний об'єм 27,7 млн м3) та припустимим коливанням рівня поверхні в операційному режимі між позначками 205 та 231 метр НРМ (під час повені рівень може зростати до 234,7 метра НРМ, а об'єм — до 37,6 млн м3).
Між цими водоймами розташовані два підземні машинні зали висотою по 49 метрів та розмірами 152 × 22 метри та 155 × 22 метри. Вони з'єднані із верхнім та нижнім резервуарами за допомогою двох тунельних трас довжиною 4,8 км та 4,4 км. Низьконапірні ділянки тунелів виконані в діаметрі 8,5 метра, високонапірні — 8 метрів, а подача та відведення ресурсу безпосередньо до/від гідроагрегатів здійснюється по патрубках із діаметром 3,5/4 метра.
Основне обладнання станції становлять вісім оборотних турбін типу Френсіс потужністю по 306 МВт (загальний номінальний показник станції зазначається як 2400 МВт), які використовують напір від 509 до 557 метрів (номінальний напір 517 метрів). Вони мають проєктний виробіток 4,5 млрд млн кВт·год електроенергії на рік при споживанні 6 млрд кВт·год. Резервуари дозволяють запасати 34 млн кВт·год електроенергії.
Для розміщення трансформаторного обладнання знадобились ще два підземні приміщення однаковими розмірами 138 × 18 метрів при висоті 18 метрів. Зв'язок з енергосистемою забезпечується за допомогою ЛЕП, розрахованою на роботу під напругу 500 кВ.